# Alichtensia ultima
Alichtensia ultima är en insektsart som beskrevs av Granara de Willink 1999. Alichtensia ultima ingår i släktet Alichtensia och familjen skålsköldlöss. Inga underarter finns listade i Catalogue of Life.